# Chelsea Stewart
Chelsea Blaine Stewart (* 28. April 1990  in Highlands Ranch, Colorado, Vereinigte Staaten) ist eine kanadische ehemalige Fußballspielerin.

## Leben
Stewart wurde als Tochter des kanadischen Eishockeyspielers Bill Stewart und einer Napolitanerin in Colorado geboren. Sie wuchs in ihrer Kindheit in Denver und The Pas in Manitoba auf. Ihre Brüder Jesse und Trevor sind wir ihr Vater Bill im Eishockey aktiv. Stewarts jüngere Schwester Emily, spielt wie Chelsea aktiv Fußball (Soccer).

### Werdegang

#### Im Verein
Stewart startete ihre Karriere bei den Colorado Rush und später für Real Colorado. In ihrer Zeit bei Rush & Real lief sie nebenbei für ihr Schulteam, die Mountain Vista Mighty Golden Eagles. Von 2009 bis 2011 spielte sie für das Women Soccer Team der Vanderbilt Commodores und lief für die Vancouver Whitecaps Women auf. 2011 wechselte sie an die UCLA und spielte die nächsten 2 Jahre für die UCLA Bruins. Nach ihrem Studium startete sie ihre Profi-Karriere in den USA und unterschrieb im Januar 2014 bei den Boston Breakers, die sie im Oktober 2014 nach Japan zu INAC Kōbe Leonessa ausliehen. Im Februar 2015 kehrte zu den Boston Breakers zurück, die Stewart im April 2015 zu Western New York Flash tradeten. Im Juli 2015 wurde Stewart auf die Waiver Liste gesetzt und entlassen. Am 8. August 2016 verkündete Stewart ihren Wechsel in die deutsche Frauen-Bundesliga zum SC Freiburg. Nachdem Stewart nur zu einem Bundesliga Einsatz und zu 11 Spielen für die Freiburger Reserve in der Regionalliga gekommen war, verließ sie nach einer Spielzeit den Breisgau wieder.

#### International
Stewart spielte insgesamt 24-mal für die kanadischen U-19/20-Mannschaften. Mit der U-19-Mannschaft gewann sie die CONCACAF U-20-Meisterschaft der Frauen 2008, nahm an der U-20-Fußball-Weltmeisterschaft der Frauen 2008, bei der Kanada aber in der Vorrunde ausschied, und der CONCACAF U-20-Meisterschaft der Frauen 2008 teil.
Stewart machte mit 18 Jahren am 5. März 2009 beim Zypern-Cup gegen Neuseeland ihr erstes von mittlerweile 41 Länderspielen. Sie gehörte fortan zum Stamm der Mannschaft, spielte bis 2010 aber weiterhin auch für die U-20 Mannschaft. 2010 holte sie mit Kanada den Gold Cup, mit dem sich Kanada direkt für die WM 2011 qualifizierte. 2011 gewann sie mit Kanada den Zypern-Cup und wurde als zweitjüngste Spielerin in den kanadischen Kader für die WM berufen. Sie kam aber nur zu einem 13-minütigen Einsatz im zweiten Spiel gegen Frankreich als es bereits 0:3 stand. Mit drei Niederlagen schied Kanada in der Vorrunde aus.
Für die Olympischen Spiele 2012 wurde sie ebenfalls nominiert. Sie kam in vier von sechs Spielen zum Einsatz, wobei sie jeweils in der zweiten Halbzeit bzw. der Verlängerung des Halbfinales gegen die USA eingewechselt wurde.

## Erfolge
- CONCACAF U-20-Meisterschaft der Frauen 2008 Sieger
- Gold Cup Sieger 2010
- Zypern-Cup-Sieger 2011
- Olympische Spiele 2012: Bronzemedaille